# Tuula
Tuula är en ort i Estland. Den ligger i Saue kommun och landskapet Harjumaa, i den västra delen av landet, 26 km sydväst om huvudstaden Tallinn. Tuula ligger 43 meter över havet och antalet invånare är 214.
Terrängen runt Tuula är mycket platt. Runt Tuula är det glesbefolkat, med 16 invånare per kvadratkilometer. Närmaste större samhälle är Keila, 4,4 km norr om Tuula. I omgivningarna runt Tuula växer i huvudsak blandskog.